# Маршал Хорватии
Маршал Хорватии (хорв. Maršal Hrvatske) или Маршал (хорв. Vrhovnik) — наивысшее воинское звание в Вооружённых силах Хорватии в 1995—2002 годах. Является «шестизвёздным» званием (по применяемой в НАТО кодировке — OF-11). Примерный аналог звания Генералиссимус.

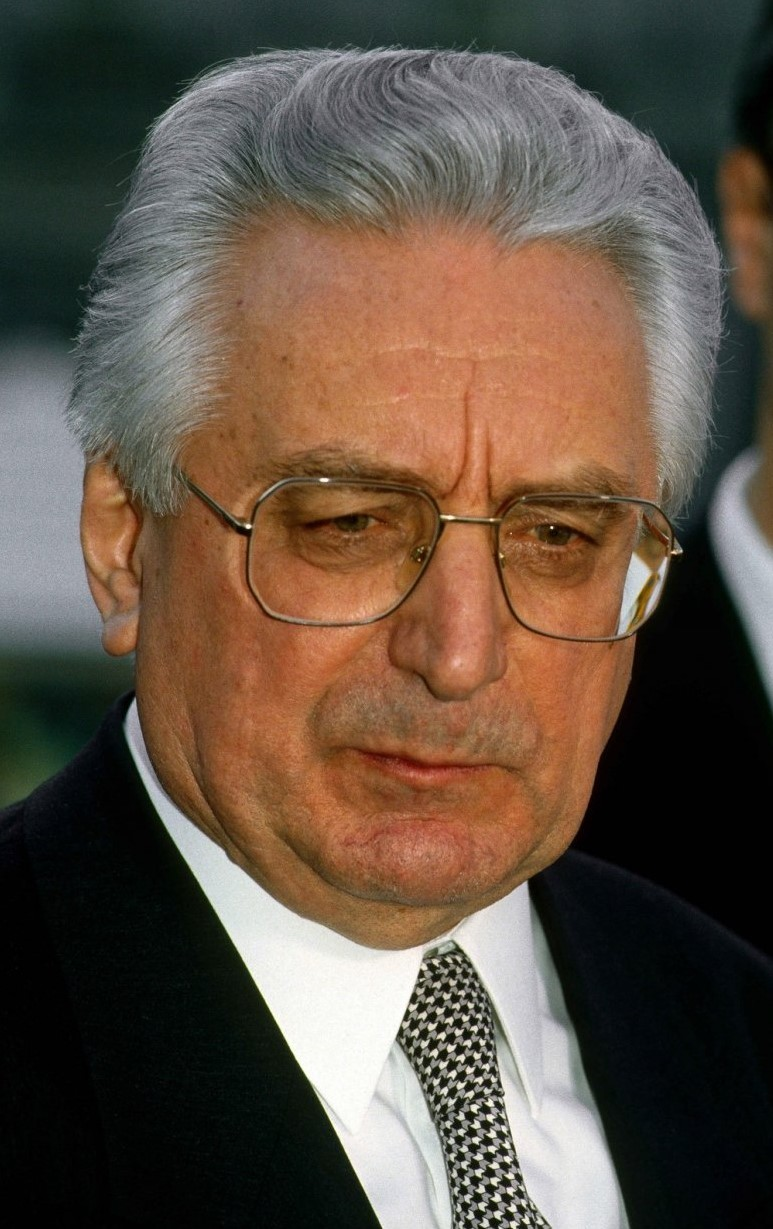
Франьо Туджман - единственный, кто удостоился этого звания (1995 год)

## История
Звание учреждено 22 марта 1995 года «Законом о службе в Вооружённых силах Республики Хорватия» и в тот же день Парламент Хорватии присвоил данное звание Президенту Хорватии Франьо Туджману. Туджман был единственным, кому данное звание было присвоено. После его смерти, 19 марта 2002 года звание было упразднено в новой редакции «Закона о службе в Вооружённых силах Республики Хорватия».

## Положение о звании
Звание Маршала Хорватии могло быть присвоено только Президенту Хорватии как Верховному Главнокомандующему. Присвоение звания осуществлялось Парламентом Хорватии на основании «Закона о службе в Вооружённых силах Республики Хорватия».

## Знаки различия
Знаки различия утверждены постановлением «О знаках различия воинских званий и должностей в Вооружённых силах Республики Хорватия» и выглядят следующим образом: на вертикально расположенную хорватскую косу наложен центральный элемент штандарта Президента Хорватии.

## Носитель звания
| № | Имя            | Портрет | Годы жизни | Дата присвоения звания | Прим. |
| - | -------------- | ------- | ---------- | ---------------------- | ----- |
| 1 | Франьо Туджман |         | 1922—1999  | 22 марта 1995          | [ 1 ] |

## Галерея

Погон
Второй вариант погона